# Пшеворский повет
Пшеворский повет (пол. Powiat przeworski) — повет (район) в Польше, входит как административная единица в Подкарпатское воеводство. Центр повета — город Пшеворск. Занимает площадь 698,35 км². Население — 78 860 человек (на 30 июня 2015 года).

## Административное деление
- города: Пшеворск, Каньчуга, Сенява
- городские гмины: Пшеворск
- городско-сельские гмины: Гмина Каньчуга, Гмина Сенява
- сельские гмины: Гмина Адамувка, Гмина Гад, Гмина Яворник-Польски, Гмина Пшеворск, Гмина Трыньча, Гмина Зажече

## Демография
Население повета дано на 30 июня 2015 года.
| Перепись            | Всего  | Мужчины | Женщины |
| ------------------- | ------ | ------- | ------- |
| Всего               | 78 860 | 38 755  | 40 105  |
| Городское население | 21 019 | 10 106  | 10 913  |
| Сельское население  | 57 841 | 28 649  | 29 192  |